# Rick Deckard
Rick Deckard egy kitalált szereplő, aki Philip K. Dick kultikussá vált regényének, az Álmodnak-e az androidok elektronikus bárányokkal?-nak, és a regényből készült 1982-es kultuszfilmnek, a Szárnyas fejvadásznak a főszereplője. Deckard feltűnik még a film regényes folytatásaiban is. A Szárnyas fejvadász 2049 című folytatásban is fontos szerepet kap. Mindkét filmben Harrison Ford játssza.

## A szereplő ismertetése

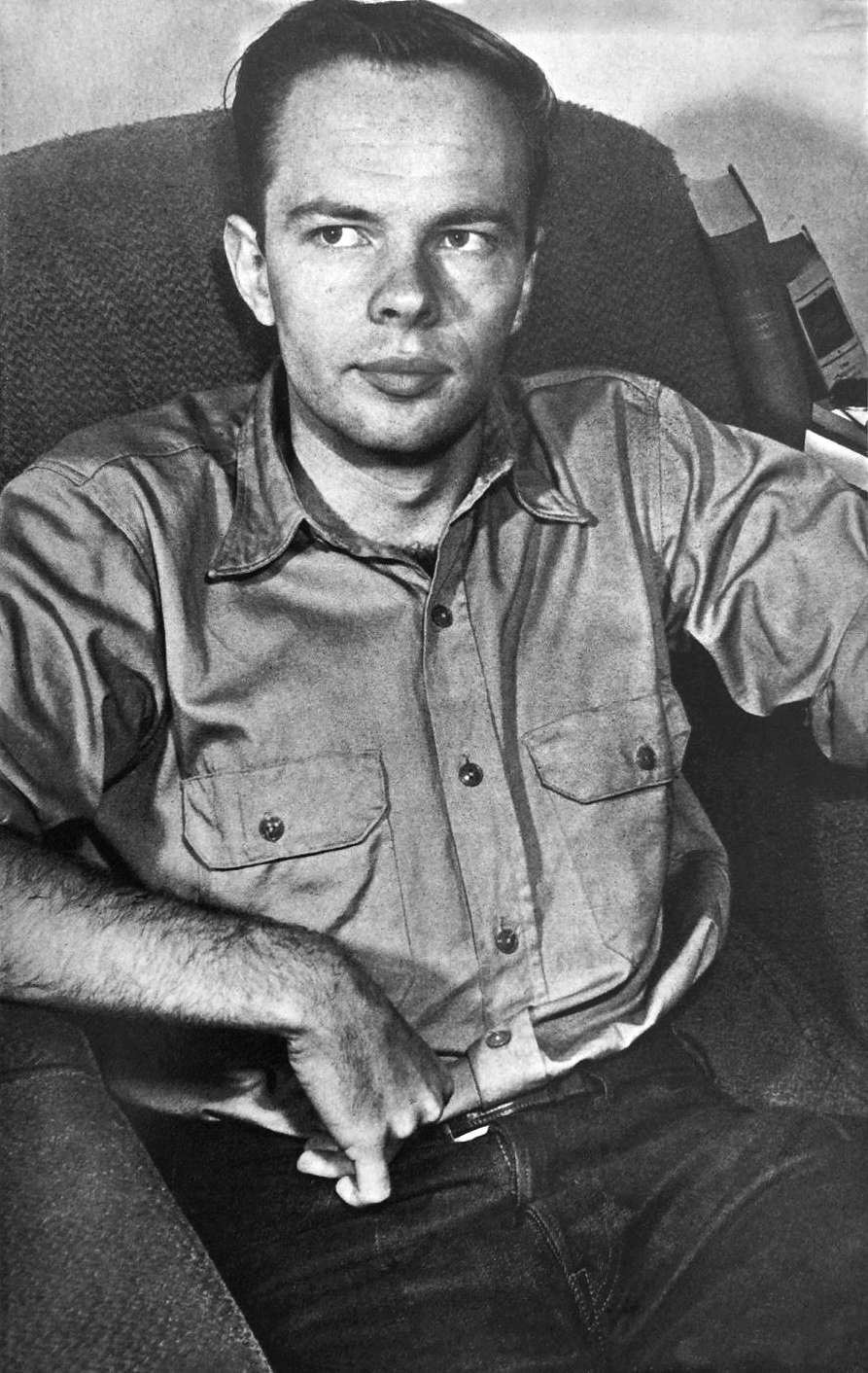
Philip K. Dick, Rick Deckard eredeti megalkotója.

A filmadaptációban Deckard a „blade runner” ('pengefutár', a magyar szinkronos változatban fejvadász) speciális rendőri osztag tagja. A blade runnereket a Los Angeles-i rendőrség bízza meg a mesterségesen előállított humanoid teremtmények (replikánsok) levadászásával, egész pontosan „nyugdíjazásával”, akiknek illegális a Földön tartózkodniuk. A film elején tudomást szerez négy replikánsról, akik visszatértek a Földre, hogy saját élettartamukat – négy év – meghosszabbíttassák teremtőjükkel, a Tyrell Társasággal. Deckardöt, a kiégett – bár szakmájában a legtöbbre tartott – blade runnert akarják megbízni a szökött replikánsok nyugdíjazásával. Bryant szerint ugyanis csak neki van meg a „varázsereje”, ami a Nexus 6-os replikánsok elpusztításához kell.
A Szárnyas fejvadász 2049-ben Deckard a katasztrófa sújtotta Las Vegas romjai között él kutyájával, amíg az új blade runner, K meg nem látogatja. Hamarosan elrabolják, és a Wallace Társaság épületében próbálják rávenni, hogy fedje fel, hol rejtőzik Rachael és az ő közös gyermeke. Később K menti ki, és elvezeti őt a gyermekéhez.
A regényben Deckard egy aktív fejvadász, aki San Fransiscóban dolgozik. A feladata hat szökött android levadászása. Philip K. Dick eredetijében az androidok nem az élettartamukat akarják meghosszabbíttatni, hanem csak a gyarmati rabszolgaság elől menekültek. A „blade runner” kifejezést Dick nem használta a regényben, ennek ellenére mikor a művét több országban elkezdték kiadni, átírták a címet Blade Runnerre.

## Ember vagy replikáns?
A rajongótáborban sokáig vitatémának számított Deckard identitása. Az 1992-es rendezői változatba beiktatott jelenet – Deckard egy egyszarvúval álmodik -, és a megváltoztatott befejezés összezavarta az embereket. A film minden változatának végén láthatjuk, ahogy Deckard felveszi az origami egyszarvút a padlóról, és eszébe jutnak Gaff szavai: „Kár, hogy ő sem él majd. De hát ki él?”. A rendezői – és a későbbi végső változat – már nem tartalmazza a moziverzió zárójelenetét. Véget ér akkor, amikor Deckard és Rachael a liftbe szállnak, mögöttük pedig bezárul az ajtó.
Az eredeti regényben Deckard hovatartozását egyértelműbben leírja Dick, azaz: Deckard ember, bár a történetben Deckard és mások is megkérdőjelezik az emberségüket. Mikor Deckard és egy fejvadász társa egy művésznőt iktatnak ki – aki android volt -, eltűnődik azon, hogy miért kellett meghalnia, elvégre nem ártott senkinek a munkájával. További bizonyíték Deckard emberségére, hogy vallásos. Mercerista, a Mercer nevű felsőbb lényben hisz. Empátiadobozával osztja meg a többi emberrel örömét, bánatát, és ez fordítva is igaz. Saját bevallása szerint egy android nem lenne képes ilyesmire. Habár a filmből nem derül ki, de a regényben elvégezte magán a Voight-Kampff tesztet, mellyel igazolta emberségét.
A Szárnyas fejvadászban több utalás is igazolja, hogy Deckard replikáns. A replikánsok nagyon ragaszkodnak a fényképeikhez, melyek igazolják emlékeiket. Deckard szobájában is nagyon sok fénykép van fiatalkori önmagáról és a családtagjairól. Rachael ebből sejti, hogy a blade runner maga is replikáns, és megkérdezi tőle: „Azt a Voight-Kampff tesztet... elvégezte már magán?” Valamint Deckard senkinek nem mesélt az álmáról, ennek ellenére a hajtogatott egyszarvúból kiderül, hogy tudtak az álomról. Ebből arra következtethet a néző, hogy ezt az álmot betáplálták az agyába, tehát Deckard egy replikáns. A felismerés hasonlít arra pillanatra, amikor a blade runner Rachelt szembesítette az igazsággal. Deckard a lány titkolt emlékeit mondta a szemébe, és megkérdezte: „Elmondta bárkinek is? Az anyjának, Tyrellnek, vagy bárki másnak?” A Szárnyas fejvadász 2049-ben is előkerül Deckard identitása, mikor Wallace azt fejtegeti, hogy talán ő és Rachael nem véletlenül találkoztak, majd estek szerelembe. Ugyanakkor nem foglal állást sem az ember, sem a replikáns mivolta mellett.
A K. W. Jeter által írt folytatások közül az Emberi tényezőben ismét előkerül ez a kérdés. A Roy Batty replikánsok templánsa arra gyanakszik, hogy Deckard, valamint az összes blade runner replikáns, beleértve Dave Holdent is. Hogy igaza volt-e vagy sem, nem derül ki a folytatásokból.
Harrison Ford állítása szerint, mikor Ridley Scott-tal a szereplőről beszélgettek, abban állapodtak meg hogy Deckard ember. Később a rendező több interjújában ennek az ellenkezőjét erősítette meg. Scott azt állította, hogy Ford végül elvetette a szereplő emberi mivoltjára vonatkozó javaslatait.

## Megszemélyesítői
Philip K. Dick Csúszkáló valóságok című esszé és beszédgyűjteményében olvashatjuk, hogy Rick Deckard szerepére Gregory Pecket találta alkalmasnak. Ennek ellenére tökéletesen meg volt elégedve Harrison Forddal. Így nyilatkozott a színészről: „Hiteles Deckard.” Meg volt győződve róla, hogy Ford alakítása nélkül Deckard sosem lenne hiteles szereplő, továbbá Dick számára élmény volt, hogy a saját kitalált szereplőjét egy ilyen színész alakításában láthatja megelevenedni.
A színész az Elveszett frigyláda fosztogatói után szeretett volna drámaibb szerepeket játszani, így Steven Spielberg beajánlotta a Szárnyas fejvadászra. Ford úgy nyilatkozott a filmről, hogy nem tartozik a kedvencei közé. Számára rémálom volt a narrációk rögzítése. Véleménye szerint a film sikeresebb lehetett volna azok nélkül. Az 1992-es rendezői változatból eltávolították ezeket a narrációkat.
Magyar szinkron mindhárom verzióhoz készült. A legelső, moziban vetített változatban Szersén Gyula kölcsönözte hangját a blade runnernek. A rendezői változatban már Csernák János hangján hallhattuk megszólalni Deckardot, aki a végső változatra is elvállalta a szerepet. A TV3 csatorna is készített egy szinkront a filmhez, amiben Mihályi Győző szinkronizálta. A film folytatásában ismét Csernák adta hangját a szereplőnek.